# یو شیروتا
یو شیروتا (城田 優؛ زادهٔ ۲۶ دسامبر ۱۹۸۵) خواننده و بازیگر اسپانیایی-ژاپنی است.